# 小行星19463
小行星19463（19463 Emilystoll）是一颗绕太阳运转的小行星，为主小行星带小行星。该小行星于1998年4月发现。

## 轨道参数
小行星19463的轨道半长轴为2.7478329 UA，离心率为0.045。